# Roger Mannhard
Roger Mannhard (ur. 5 stycznia 1932 w Sélestat) – francuski zapaśnik walczący w stylu klasycznym. Olimpijczyk z Rzymu 1960, gdzie zajął jedenaste miejsce w kategorii 62 kg.
Uczestnik mistrzostwach świata w 1962 i 1965 roku.